# Букви и звукове в българския език
| 6 гласни         | 39 съгласни |
| ---------------- | --- |
| а, ъ, о, у, е, и | твърди — б, в, г, д, ж, дж, з, дз, к, л, м, н, п, р, с, т, ф, х, ц, ч, ш; меки — б', в', г', д', з', дз', к', л', м', н', п', р', с', т', ф', х', ц', й. |

## Гласни
Шестте гласни звука в българския език се делят, от една страна, на твърди (а, ъ, о, у) и меки (е, и); от друга страна, гласните се делят на широки (а, о, е) и тесни (ъ, у, и). Широките и тесните гласни образуват двойки:
а – ъ;
о – у;
е – и.
Под ударение широките и тесните гласни се различават ясно. Обаче неударените широки гласни се стесняват; това явление се нарича редукция. Правоговорът изисква редукцията да не е пълна. В книжовния български език неударените е и и се различават ясно, макар и по-малко от ударените.
За разлика от други славянски езици, българският език съдържа думи, в които гласният звук ъ е под ударение, например кът, гръб, Връбница, градът и др.
В българския език само гласните са сричкотворни. Тоест в една дума има толкова срички, колкото са гласните в нея.

## Съгласни
Съгласните се делят на звучни (б, в, г, д, ж, дж, з, дз, й, л, м, н, р) и беззвучни (к, п, с, т, ф, х, ц, ч, ш).
Съгласните, които съдържат повече тон, отколкото шум, се наричат сонорни. Това са р, л, м, н, й. Сонорните съгласни са звучни и нямат беззвучни двойници. Съгласната й е винаги мека. Съгласната х е беззвучна и няма звучен двойник. Останалите съгласни се делят на двойки по признака звучност – беззвучност, като това противопоставяне е определящо за смисъла на думите:
б – п (бор — пор);
в – ф (вар — фар);
г – к (гол — кол);
д – т (дом — том);
ж – ш (жило — шило);
дж – ч (джанта — чанта);
з – с (коза — коса);
дз – ц.
Тук за краткост са изброени само твърдите съгласни. Противопоставянето по признака звучност – беззвучност се отнася и за съответните меки съгласни: бял — пял, дясно — тясно и т.н.
В книжовния език съгласните ж, ч, ш и дж са винаги твърди, т.е. нямат меки съответствия. Това намира отражение при транскрибиране на чужди имена, напр. Жул Верн, Шонберг и др.
Буквите я [йа, йъ, 'а, 'ъ], ю [йу, 'у] и щ [шт] са съчетания от по два звука (ютия [йутийа], щъркел [штърк'ел]) или (само ю и я, но не и щ) означават един звук и мекост на предходната съгласна (люк [л'ук], пяна [п'ана]).
Буквата ь е единствената в българския език, която няма звукова стойност, a просто обозначава мекост на съгласна пред о: минор [минор], миньор [мин'ор]. В старобългарския език тази буква е означавала звука кратко меко ъ (между ъ и е), който е изчезнал с развитието на езика, като в някои думи е преминал в ъ, в други думи е преминал в е, а в много случаи е отпаднал, например
 е станало кръст,
 е станало ревност.
Последователните несонорни съгласни се озвучават или обеззвучават според характера на последната, ако след нея идва гласна или сонор; в края на думата съгласните се обеззвучават. 
Примери за озвучаване: сграда [зграда], отговор [одговор].
Примери за обеззвучаване: изкуство [искуство], изкривявам [искрив'авам], дъжд [дъшт].

### Сонорни съгласни
Сонорите не се обеззвучават и (подобно на гласните) не действат озвучаващо на предходните съгласни.
За разлика от другите съгласни, сонорите могат да се изговорят и без гласна. Затова някои сонори (р и л) в древността са били сричкотворни. Постепенно от тях се е отделило т.нар. подвижно ъ, което застава ту пред сонорната съгласна, ту след нея. Например прв е станало пръв, а прва е станало първа; влк е станало вълк.
Звучната съгласна в някога е била сонорна (но вече не е). Това личи от факта, че тя не действа озвучаващо на предходните съгласни: свиня [свин'а], за разлика от звънец [звънец]. Обаче самата тя се обеззвучава в края на думите и пред беззвучни съгласни: нов [ноф], вторник [фторник].

### Меки съгласни
Повечето съгласни в българския език се делят на двойки от съответни твърда и мека съгласна. Съгласните в една и съща двойка са различни звукове (фонеми); някои думи се различават само въз основа на това противопоставяне: 
бал [бал] — бял [б'ал]; 
вал [вал] — вял [в'ал]; 
гол [гол] — гьол [г'ол]; 
дал [дал] — дял [д'ал]; 
позор [позор] — позьор [поз'ор]; 
куп [куп] — кюп [к'уп];
лук [лук] — люк [л'ук]; 
марка [марка] — мярка [м'арка]; 
минор [минор] — миньор [мин'ор];
спал [спал] — спял [сп'ал];
грах [грах] — грях [гр'ах];
сал [сал] — сял [с'ал];
кръста [кръстъ] (чл. кръст) — кръстя [кръст'ъ];
фон [фон] — фьон [ф'он];
цар [цар] — цяр [ц'ар].
Пред гласните е и и съгласните в някаква степен се смекчават (палатализират се), но въпреки това не се смятат за напълно различни звукове (фонеми), а само за смекчени варианти (алофони) на съответните твърди съгласни. Например звукът л се изговаря донякъде различно в думите лава [лава] и лев [леф], но се приема за един и същи звук (твърдо л); в думата лява [л'ава] звукът е отчетливо различен (меко л). Обаче звуковете к, г и х са винаги меки пред е и и: герой [г'ерой], кит [к'ит], хинин [х'инин].
Противопоставянето по мекост – твърдост за различните съгласни е неравномерно, тъй като това противопоставяне в историята на езика се е развивало неравномерно.
Така например съгласните к, г и х в праславянския език са били винаги твърди и не са можели да стоят пред меките гласни е и и. Затова множествено число на съпруг е съпрузи (не съпруги), прилагателното е съпружески (не съпругески), а обръщението е съпруже (не съпруге). Думата от женски род съпруга е имала мн.ч. съпругы, тъй като ы не е действало омекчаващо. Аналогично обръщението от човек е човече (не човеке), а множественото число на сиромах е сиромаси (не сиромахи); прилагателното от монах е монашески (не монахески). С развитието на езика съгласните к, г и х са започнали да се появяват пред меките гласни е и и: лисугер, щъркел, техен; заслуги, всеки, хитър.
Меки к, г, х пред ю, я, ьо са се появили след XVI в. в заети думи, предимно от турския език: кюфте, кяр, гюрултия, гьол и др. С течение на времето в българския език са се образували собствени (а не заети) думи с меки к и г: кюскам ('удрям, блъскам, чукам'), паникьосвам се (коренът е с гръцки произход, но глаголът е образуван в българския език); Гергьовден, гергьовче (собственото име Георги е гръцко, но производните думи са образувани в българския език).
За разлика от мекото в, което е доста често срещан звук (вървя, вяра, вял, явявам, щавя, цвят, бавя, благославям, давя, готвя, забравям, залавям, навярно, обявявам, правя, славя, тревясал и мн.др.), мекото ф се среща рядко, предимно в думи от чужд произход: кафяв (от тур. кафе), разграфявам (гр.), труфя (се) (гр.), парфюм (от итал. през фр.), шофьор (фр.), фюрер (нем.), фьон (нем.), изкуфявам. Книжовни думи от български произход са междуметието фю и глаголът фюфюкам; в диалектите има думи с меко ф: фяка, което значи 'кряка' (за патица).
Меките съгласни дз (при фонетичната транскрипция се отбелязва като [s']) и х [х'] пред ю, я, ьо практически не се срещат в българския език, но въпреки това се броят като негови фонеми. По-точно, в книжовния български език те се определят като потенциални фонеми, тъй като се приема, че няма структурни пречки да се появят такива звукове в системата на българския език. Такива комбинации от звукове се срещат в диалектите (напр. дзяпам вместо книжовното зяпам) и в чужди собствени имена (Хюстън, Хьолдерлин; полското Ядзя, което е умалително от Ядвига).
Меките съгласни в българския език са позиционно ограничени: те могат да стоят само пред гласна. Това намира отражение при транскрибиране на чужди имена. Например името на руския писател Гогол се пише и изговаря на български с твърдо л в края, докато в руския език крайната съгласна е мека (Гоголь).

### Твърди съгласни
Твърдата съгласна дз (при фонетичната транскрипция се отбелязва като [s]) също се среща рядко, например в думата скръндза. Съгласната дж (винаги твърда) се среща значително по-често, най-вече в наставката -джи (заета от турския език): бояджия, ловджия, шегаджия; но и в корените на някои думи: джоб, джудже, джаз, джунгла.
Останалите твърди съгласни (б, в, г, д, ж, з, к, л, м, н, п, р, с, т, ф, х, ц, ч, ш) се срещат често.

## Букви за съчетания от звукове
- й + у = ю: в началото на сричка, тоест:
  - в началото на дума (юнак [йунак]);
  - след гласна (каюта [кайута]);
- мека съгласна + у = ю (любов [л'убоф]);
- й + а = я: в началото на сричка, тоест:
  - в началото на дума (ягода [йагода]);
  - след гласна (тояга [тойага]);
- мека съгласна + а = я (лято [л'ато]);
- й + ъ = я: след гласна:
  - в окончанията на глаголните форми за сегашно време, 1 л. ед.ч. и 3 л. мн.ч., I и II спр., независимо от ударението (играя(т) [играйъ(т)], стоя(т) [стойъ(т)]); обаче поради редукцията на неударените гласни явлението е ясно забележимо само под ударение;
  - в меките определителни членове за мъжки род (славея(т) [славейъ(т)]), независимо от ударението;
- мека съгласна + ъ = я: 
  - в окончанията на глаголните форми за сегашно време, 1 л. ед.ч. и 3 л. мн.ч., II спр., независимо от ударението (летя(т) [лет'ъ(т)]); поради редукцията на неударените гласни явлението е ясно забележимо само под ударение;
  - в меките определителни членове за мъжки род, независимо от ударението (нокътя(т) [нокът'ъ(т)], деня(т) [ден'ъ(т)]);
- мекост на съгласна пред o се бележи с буквата ь (синьо [син'о], Кольо [Кол'о]), за разлика от съчетанието от звукове [йо], което се записва с буквите йо и се среща само в началото на сричка, тоест:
  - в началото на дума (йод [йот], Йордан [Йордан]);
  - след гласна (майор [майор], Стойо [Стойо]);
  - след съгласна, по изключение, при образуване на сложни имена, чиято втора част поначало започва с йо (Трансйордания [транс-йор-да-ни-йа]);
- ш + т = щ: във всички позиции (свещ [свешт], нощ [ношт], щик [штик]) с изключение на случаите, когато звуковете [ш] и [т] са от различни морфеми (пустош + та = пустошта); изключения се допускат и при звукоподражанията (шът, шт, шшт).

Една и съща морфема може да се изговори по различни начини в различно обкръжение, 
но винаги се изписва по един и същи начин. Примери:
- обеззвучаване на съгласни: градове [градове] — град [грат];
- озвучаване на съгласни: отида [отидъ] — отговор [одговор];
- замяна на звука й с мекост на предходната съгласна (късите тирета показват делението на думата на срички):
 ярост [йа-рост] — разярен [ра-з'а-рен], а не [раз-йа-рен];
юзда [йуз-да] — разюздан [ра-з'уз-дан], а не [раз-йуз-дан].

Според българския правопис съчетанието от букви ьо се пише само след съгласна (напр. магьосник), а съчетанието от букви йо се пише в началото на сричка, тоест след гласна, както и в началото на думата. По изключение се пише йо след съгласна, когато с йо започва нова сричка. Примери:
- Йорданов [йор-да-ноф] — Попйорданов [поп-йор-да-ноф], не Попьорданов [по-п'ор-да-ноф];
- Йордания [йор-да-ни-йа] — Трансйордания [транс-йор-да-ни-йа], не Трансьордания [тран-с'ор-да-ни-йа].

В тези случаи звукът й не се заменя с мекост на предходната съгласна и не се променят границите между сричките.

## Някои правоговорни правила
- Редукция: в неударени позиции звукът а се приближава до ъ, а о — до у; в много слаба степен неудареното е се приближава до и. Правоговорът не допуска пълна редукция. Редукцията не се отразява при писане.
- Буквата а в някои случаи се изговаря като [ъ], а буквата я — като [йъ] или ['ъ]. Този изговор е позиционно ограничен — среща се само в следните положения:
  - В членовете за мъжки род ед.ч., независимо от ударението:
 орела [орелъ] (неударен твърд член),
 града [градъ] (ударен твърд член),
 деня(т) [ден'ъ(т)] (ударен мек член),
 председателя(т) [претседател'ъ(т)] (неударен мек член),
 славея(т) [славейъ(т)] (неударен мек член),
 белия(т) [белийъ(т)] (неударен мек член),
 третия(т) [третийъ(т)] (неударен мек член).
  - В глаголните окончания за сегашно време, 1 л. ед.ч. и 3 л. мн.ч., I и II спрежение, независимо от ударението:
 чета(т) [четъ(т)], стърча(т) [стърчъ(т)], безпокоя(т) [беспокойъ(т)], летя(т) [лет'ъ(т)].
 Правилото важи и когато окончанията не са ударени, но тогава явлението не е ясно забележимо поради редукцията:
 играя(т) [играйъ(т)], мисля(т) [мисл'ъ(т)], (да) седна [(да) седнъ].
 Правилото не важи за глаголите от III спрежение, чиито окончания са винаги неударени. При тях буквата а/я е част от основата, а не от окончанието и се произнася широко, но редукцията води до известно стесняване на гласната:
 чакам [чакам], чакат [чакат]);
 отварям [отвар'ам], отварят [отвар'ат]).
 В минало време а и я се произнасят винаги като [а], [йа] и ['а]:
 аз стърча [ас стърчъ], обаче той стърча [той стърча];
 аз стоя [ас стойъ], обаче той стоя [той стойа];
 аз летя [ас лет'ъ], обаче той летя [той лет'а].
- Звукове, които се пишат чрез съчетание от две букви, са дж и дз (напр. бояджия и дзифт); тези съчетания не могат да се разделят при пренасяне на дума (напр. думата бояджия се пренася боя-джия, а не бояд-жия). Но когато д е последният звук от представка, а ж или з е първият звук от корена, тогава съчетанията от букви дж и дз се четат като съставени от два отделни звука (надживявам, подземен); в тези случаи е допустимо разделянето на комбинацията от букви при пренасяне на думата (над-живявам, под-земен).
- При думи от женски род, с надставка -та, винаги се изговаря чисто А (сутринта, нощта, вечерта, честта и т.н.). Грешно е да се изговаря -тъ (сутринтъ, нощтъ, вечертъ, честтъ и т.н.).